# Serramyrsmyg
Serramyrsmyg (Formicivora serrana) är en fågel i familjen myrfåglar inom ordningen tättingar.

## Utbredning och systematik
Serramyrsmyg förekommer i bergstrakter i sydöstra Brasilien och delas in i tre underarter med följande utbredning:
- Formicivora serrana serrana – östra Minas Gerais och närliggande Espírito Santo
- Formicivora serrana interposita – nordvästra Rio de Janeiro och angränsande sydöstra Minas Gerais
- Formicivora serrana littoralis – kustnära Rio de Janeiro

## Status och hot
Arten har ett stort utbredningsområde, men tros minska i antal, dock inte tillräckligt kraftigt för att den ska betraktas som hotad. Internationella naturvårdsunionen IUCN listar arten som livskraftig (LC).